# 이치리키 료
이치리키 료(일본어: 一力遼, 1997년 6월 10일 미야기현 센다이시 ~ )는 일본기원 도쿄 본원 소속의 바둑 기사이다. 

## 약력
- 2010년 프로 입단 송광복(宋光復) 9단의 문하생
- 2012년 2단 승단
- 2013년 3단 승단, 제4회 오카게배 우승 (대 안자이 노부아키)
- 2014년 4단 승단, 제1회 글로비스배 우승(대 쉬자위안), 제5회 오카게배 우승(2연패), 제39기 신인왕전 우승, 7단 승단
- 2015년 제62기 NHK배 준우승 ※최연소(17세)
- 2016년 제25기 용성전 우승 ※최연소(19세 1개월), 종전기록 이야마 유타 9단 ※2009년 제18기 용성전 우승 20세, 제42기 천원전 준우승(1-3, 상대 이야마 유타 9단)
- 2017년 제64기 NHK배 준우승(상대 이야마 유타 9단), 제65기 왕좌전 준우승(0-3, 상대 이야마 유타 9단), 8단 승단, 제43기 천원전 준우승(0-3, 상대 이야마 유타 9단)
- 2018년 제42기 기성전 준우승(0-4, 상대 이야마 유타 9단), 제27기 용성전 우승(상대 모토키 카츠야 8단, 2연패), 제25기 아함동산배 (일본) 우승(상대 시바노 도라마루 7단), 제66기 일본 왕좌전 준우승(2-3, 상대 이야마 유타 9단)
- 2019년 제66기 NHK배 우승(상대 이야마 유타 9단),제28기 용성전 우승(상대 우에노 아사미 3단, 3연패), 제26기 아함동산배 (일본) 준우승(상대 장쉬 9단)
- 2020년 제67기 NHK배 준우승(상대 이야마 유타 9단), 제45기 작은기성전 우승(3-0, 상대 하네 나오키 9단) ♦ 생애 첫 타이틀 획득, 제29기 용성전 우승(상대 이야마 유타 9단, 4연패),제46기 천원전 우승(3-2, 상대 이야마 유타 9단), 9단 승단, 제11회 오카게배 바둑토너먼트 우승(상대 이다 아쓰시 8단)
- 2021년 제68기 NHK배 우승(상대 위정치 8단),제46기 명인전 준우승(3-4, 상대 이야마 유타 9단), 제47기 천원전 준우승(1-3, 상대 세키 고타로 7단)
- 2022년 제46기 기성전 우승(♦ 생애 첫 기성(棋聖) 타이틀 획득. 4-3, 상대 이야마 유타 9단), 제69기 NHK배 우승(통산 3번째(2019,2021,2022) (상대 다카오 신지 9단), 제47기 작은기성전 준우승(0-3, 상대 이야마 유타 9단)
- 2023년 제47기 기성전 우승(2연패 달성, 4-2, 상대 시바노 도라마루 9단), 제70기 NHK배 TV 바둑 토너먼트 준우승(상대 세키 고타로),제78기 혼인보전 우승(♦ 첫 본인방 타이틀 획득과 동시에 2012년부터 이어졌던 이야마 유타 9단의 본인방전 12연패를 저지했다, 4-3 상대 이야마 유타 9단),제48기 작은기성전 준우승(0-3, 상대 이야마 유타). 제49기 천원전 우승(3-1, 상대 세키 고타로), 제30기 아함동산배 (일본) 우승(상대 이야마 유타)
- 2024년 제48기 기성전 우승(3연패 달성, 4-3, 상대 이야마 유타), 제71기 NHK배 우승(상대 시바노 도라마루), 제79기 혼인보전 우승(본인방전 2연패 달성, 3-0 상대 위정치), 제10회 응씨배 세계바둑선수권대회 우승(3-0, 상대 세커 9단) ♦ 일본기사의 첫 바둑올림픽인 응씨배 첫 우승이자 2005년 LG배에서 당시 대만 국적의 일본기원 소속 장쉬 9단이 우승 이후 일본바둑 메이저 기전 우승!, 제31기 아함동산배 우승(상대 시바노 도라마루),제49기 일본 명인전 우승(♦ 생애 첫 명인(名人) 타이틀 획득4-2, 상대 시바노 도라마루), 제50기 천원전 우승(3-1, 상대 시바노 도라마루)
- 2025년 제49기 기성전 우승(4연패 달성, 4-3, 상대 이야마 유타), 제80기 혼인보전 우승(본인방전 3연패 달성, 3-2 상대 시바노 도라마루)

## 국제기전 성적
| 대회         | 2014 | 2015  | 2016 | 2017 | 2018 | 2019  | 2020 | 2021 | 2022 | 2023 | 2024 | 2025 |
| ------------ | ---- | ----- | ---- | ---- | ---- | ----- | ---- | ---- | ---- | ---- | ---- | ---- |
| 응씨배       | -    | -     | ×    | -    | -    | -     | 4강  | -    | -    | -    | 우승 | -    |
| 삼성화재배   | ×    | ×     | 32강 | ×    | ×    | ×     | 8강  | ×    | 16강 | ×    | 32강 |      |
| LG배         | ×    | ×     | 16강 | ×    | 16강 | ×     | 32강 | 8강  | ×    | ×    | ×    |      |
| 춘란배       | ×    | -     | 24강 | -    | 24강 | -     | ×    | -    | 24강 | -    | 16강 | -    |
| 바이링배     | ×    | -     | ×    | -    | ×    | -     | 중지 | -    | -    | -    | -    | -    |
| 몽백합배     | -    | 64강  | -    | ×    | -    | 8강   | -    | -    | -    | 32강 | -    |      |
| 신아오배     | -    | -     | ×    | -    | 중지 | -     | -    | -    | -    | -    | -    | -    |
| 천부배       | -    | -     | -    | -    | 32강 | -     | 중지 | -    | -    | -    | -    | -    |
| 란커배       | -    | -     | -    | -    | -    | -     | -    | -    | -    | ×    | 48강 |      |
| 난양배       | -    | -     | -    | -    | -    | -     | -    | -    | -    | -    | ×    |      |
| 북해신역배   | -    | -     | -    | -    | -    | -     | -    | -    | -    | -    | -    | 8강  |
| TV바둑아시아 | ×    | 1회전 | ×    | 4강  | ×    | 1회전 | 중지 | -    | -    | -    | -    | -    |
| 농심배       | 1-1  | 3-1   | 1-1  | 0-1  | 0-1  | 0-1   | 0-1  | 0-1  | 0-1  | 0-1  | 0-1  |      |

## 애피소드
- 2022년 제46기 기성전에서 이야마 유타를 꺾고 일본 바둑 사상 전무후무한 기성전(棋聖) 10연패를 저지하면서 이야마(井山)의 시대를 막았다.
- 이치리키 료(一力)는 특이한 이력으로도 관심을 끄는 바둑 기사이기도 하다. 지난해 와세다 대학 시회학부 졸업과 동시에 신문기자(가호쿠 신보의 도쿄지사 편집부 기자)로 입사했다. 센다이시에 본사를 두고 있는 지역신문인 가호쿠 신보는 이치리키 료의 고조부 때부터 경영해 오고 있는 신문사. 창업가 집안의 후손인 이치리키 료 9단은 현 이치리키 마사히코 사장의 외아들 이기도 하다.
- 2023년 제78기 혼인보전에서 이야마 유타(몬유,文裕) 9단의 본인방전 12연패를 저지했다.
- 제10회 응씨배 세계바둑선수권대회에서 중국의 세커를 꺽고 일본기사의 첫 바둑올림픽인 응씨배 첫 우승이자 지난 2005년 LG배 세계 기왕전에서 당시 대만 국적의 일본기원 소속 장쉬 9단이 우승 이후 일본바둑 메이저 기전 우승의 영광을 안겼다.[1][2]